# De grappen van Lambik 6 (nieuwe reeks)
De grappen van Lambik 6 verscheen in 2006.
Dit album is het derde nieuw geschreven album van de reeks De grappen van Lambik.  Het verscheen op 12 april 2006.
De eerste drie delen van de reeks waren heruitgaven van 1-paginagags uit de periode 1955-1962.  De gags werden voor het eerst uitgegeven in het weekblad De Bond.  Hierna schakelde men over naar gloednieuwe grappen.
De grappen zijn veel moderner en de tekenstijl komt vertrouwder over. Het hele tekenteam bedacht de grappen, maar de uiteindelijke scenario's werden geschreven door Peter Van Gucht. Het tekenwerk werd verzorgd door Luc Morjaeu.